# Jean Tousseul

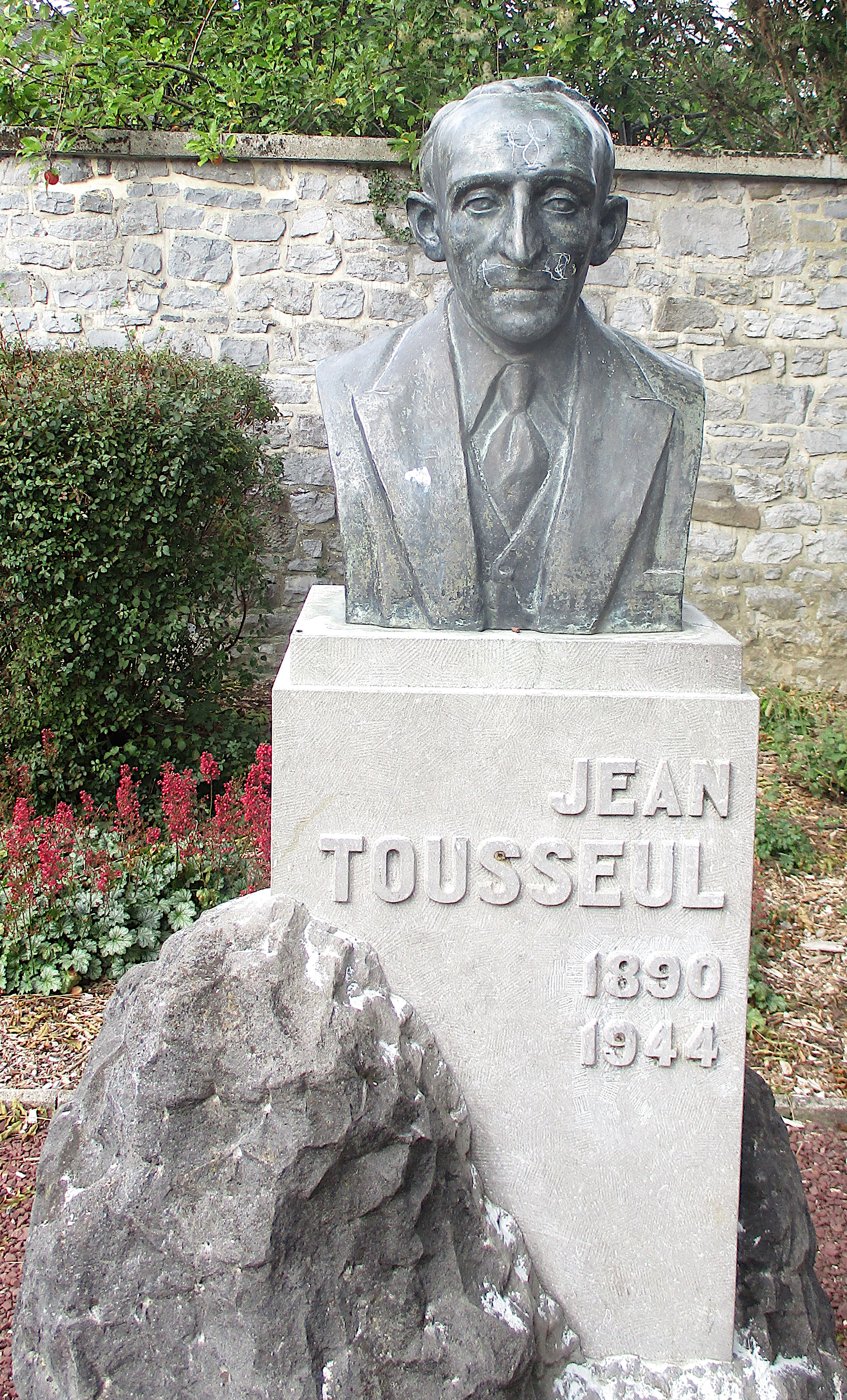
Buste de Jean Tousseul à Seilles (Andenne)

Jean Tousseul (nom de plume d'Olivier Degée), né à Landenne (Belgique) le 7 décembre 1890 et décédé à Seilles le 9 février 1944, est un écrivain belge d'expression française. 

## Biographie
Considéré comme écrivain régionaliste, à l'instar d'Hubert Krains,  Hubert Stiernet,  Edmond Glesener ou  Arsène Soreil. Jean Tousseul se tient à l’écart de l’agitation littéraire et ne fréquente pas les salons et les cénacles littéraires. 
En 1936 Jean Tousseul reçoit le Prix Triennal de Littérature décerné par l’Académie Royale de Langue et de Littérature françaises pour son roman  le masque de Tulle. Contrairement à son attente il n’obtient pas, à l’Académie de Lettres de Belgique, le fauteuil de son ainé et mentor Hubert Krains, à la mort de ce dernier (1934). Vexé il ne fera plus jamais candidature.  
Durant la Seconde guerre mondiale Jean Tousseul refuse toute collaboration avec le pouvoir issu de l’occupation allemande du pays. Il n’en est pas moins nommé conservateur-adjoint du Musée de Mariemont en 1941.
La guerre mondiale l’affecte profondément.  Atteint de la tuberculose il s'installe dans un moulin à Seilles, près d’Andenne, pour y vivre ses dernières années. Jean Tousseul meurt à Seilles le  9 février 1944 et est enterré dans le petit cimetière de Landenne comme il le souhaitait.

## Reconnaissance publique
- Le village de Seilles a une ‘place Jean Tousseul’.
- L'Athénée Royal d'Andenne porte son nom.
- Jean Tousseul a été choisi comme un des Cents Wallons du siècle, par l'Institut Jules Destrée, en 1995.
- En 2023, Jacques Vandenbroucke lui consacre un ouvrage exhaustif, Jean Tousseul, le campagnard mélancolique, chantre de la Wallonie mosane[3].

## Écrits
Si de nombreux éléments autobiographiques et un décor natal familier soutiennent le récit, l’écrivain fait néanmoins œuvre originale en transposant ces éléments, en les élevant à l’universel. (réflexions d'Éric Brogniet).

### Œuvre majeure
- La saga de Jean Clarambaux en 5 volumes.

1. Le Village gris (1927)
2. Le Retour (1930)
3. L'Éclaircie (1931)
4. La Rafale (1933)
5. Le Testament (1936)

### Wallonie mosane
- Humbles visages
- Almanach
- Tablettes
- Feuillets rustiques
- Vieilles images
- Méditations sur la Guerre
- Images et Souvenirs
- Silhouettes et Croquis
- La Veilleuse (Editions Rieder, Paris)
- Pour mes trente-huit petiots 1918 (vers et prose au profit de l'orphelinat de Seilles-sur-Meuse)

### Contes et nouvelles
- La mort de Petite Blanche (1918) réédition par "Les amis de Jean Tousseul"
- Au bord de l’eau
- Geneviève de Brabant (éditions Lumière S.C., 22 rue St.Vincent, Anvers, bois gravés par Jan Fr. Cantré), 1931
- La Mouette
- Les oiseaux de passage
- Le masque de tulle (Prix du roman, 1936)
- La Parabole du Franciscain (La Renaissance du Livre, Bruxelles)
- La Croix sur la Bure
- La Roche de la Mère Dieu
- Lutins
- La fée Claudine ou les délices de Mariemont, Librairie Debray, 1962